# Ottleya flexuosa
Ottleya flexuosa là một loài thực vật có hoa trong họ Đậu. Loài này được (Greene) D.D.Sokoloff mô tả khoa học đầu tiên.